# Rafael Carrera

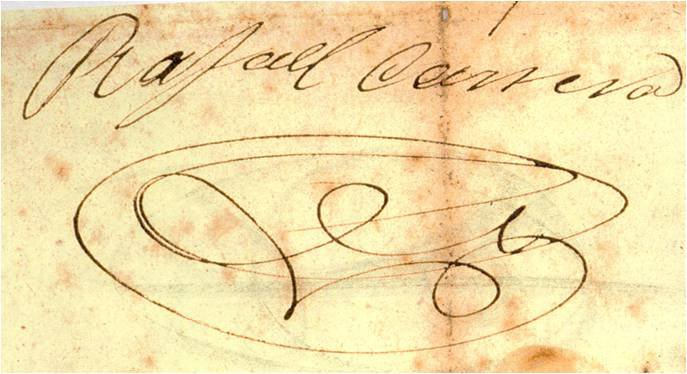
Firma de Rafael Carrera.
El escritor e historiador liberal Lorenzo Montúfar cuando alguien le dijo en son de broma que Justo Rufino Barrios firmaba como «Burros» contestó «¡Y Carrera como Raca Carraca!» dando así origen al mito de que Carrera permaneció analfabeto toda su vida.

José Rafael Carrera y Turcios (Ciudad de Guatemala, 24 de octubre de 1814-Ciudad de Guatemala, 14 de abril de 1865), fue un caudillo militar guatemalteco, jefe del Estado de Guatemala (1844-1847) y presidente vitalicio de la República de Guatemala (1847-1848; 1851-1865). 
Fue el mayor representante del siglo XIX de la tendencia conservadora en Centroamérica y de la alianza del Estado con la Iglesia, siendo muestra de ello haber tomado la Salve Regina como Himno Nacional y la proclamación del 8 de diciembre como feriado en todo el país por ser la «Patrona Principal de la República» la Inmaculada del templo de San Francisco de la Ciudad de Guatemala, iglesia que se estrenó durante su mandato.
Fue el máximo dirigente que luchó contra el presidente liberal de la República Federal de Centroamérica, Francisco Morazán y se le considera el principal causante de la disolución de dicha federación al impedir que los liberales despojaran a los conservadores de los privilegios que hasta entonces disfrutaban, aunque logró equilibrarlo con concesiones a los indígenas guatemaltecos —con quienes fue sumamente benévolo y respetuoso— y con el apoyo de Inglaterra, lo que llevó a la población guatemalteca a disfrutar de cierta prosperidad durante su gobierno.
Desde su ascenso al poder, permaneció gobernando directa o indirectamente, mediante presidentes propicios para esto, con apoyo de religiosos y conservadores. Se constituyó como presidente vitalicio y, a pesar de la oposición liberal, se mantuvo en el cargo hasta su muerte en 1865.
Varios sucesos internacionales condicionaron el gobierno del general Carrera. La Guerra de Secesión de los Estados Unidos y la expansión de Inglaterra particularmente en Belice, Roatán, en Honduras y el Reino de Mosquitia en Nicaragua. Asimismo, la ocupación militar de México por los Estados Unidos que dio como resultado la incorporación a Estados Unidos de cerca de 900,000 km² mexicanos y la Guerra de Castas en Yucatán, que se inició en 1847, que enfrentó a las etnias mayas de la localidad contra los criollos y mestizos y se prolongó hasta 1901.
Posteriormente, ya cuando Estados Unidos eran dueños de California, la fiebre de oro en ese estado norteamericano y la declaración de Nicaragua como un Estado más de los Estados Unidos —esclavista y hablando inglés—, gobernado por William Walker, y que desencadenó la guerra contra los Filibusteros.
Localmente, el principal obstáculo que enfrentó el general Carrera fue el deseo del general Francisco Morazán de someter a los conservadores de Guatemala e imponer una Unión Centroamericana dirigida por liberales. Propició en 1839 la separación de Guatemala de la República Federal de Centro América, lo que conduciría a la disolución de la misma y al establecimiento como repúblicas independientes de los estados que la conformaban (Guatemala, El Salvador, Honduras, Nicaragua y Costa Rica). Convertido desde entonces en el hombre fuerte del país, ejerció en dos ocasiones la presidencia de la nueva República de Guatemala (1844-1848 y desde 1851 hasta su fallecimiento en 1865).

## Aclaración
El capitán general Rafael Carrera fue el primer presidente de la República de Guatemala, la cual fue instituida por él mismo el 21 de marzo de 1847; durante su gobierno vitalicio que duró desde 1839 hasta 1865, Guatemala se constituyó en el baluarte del partido conservador en Centro América, y evitó la formación de una Federación Centroamericana dirigida por los criollos liberales que querían a toda costa. Ahora bien, el presidente Carrera era mestizo y con rasgos indígenas, lo que junto al apoyo que recibió del conservador Clan Aycinena, ha sido la razón para que su figura haya sido polémica en la historia guatemalteca y centroamericana.

### Versiones guatemaltecas
He aquí lo que se ha relatado del expresidente:
- Versión del partido liberal:  el partido liberal estaba formado por antiguos criollos agricultores que se dedicaban a la producción agrícola en sus latifundios en la antigua Capitanía General de Guatemala. Estaban radicados en los actuales departamentos guatemaltecos de Totonicapan, Quetzaltenango, Huehuetenango, parte de los actuales estados mexicanos de Chiapas, y las provincias centroamericanas de Comayagua en Honduras, El Salvador, Nicaragua y Costa Rica.[7] Detestaban a los criollos guatemaltecos y a la Iglesia Católica, a quienes consideraban como explotadores por ser ellos quienes se encargaban directamente del comercio con la metrópoli española durante la colonia. El partido liberal perseguía obtener el poder comercial que habían ostentado hasta entonces los criollos guatemaltecos y utilizó los argumentos de la Ilustración francesa para atacar los intereses eclesiásticos.[7]

Los historiadores liberales describen a Carrera como un gobernante despótico e ignorante que retrasó el desarrollo de Centroamérica y contribuyó a la desintegración de la Federación Centroamericana. También le criticaron que era analfabeto, argumentando que no tenía suficiente conocimiento para gobernar y que por ello era simplemente un títere de los jefes del Clan Aycinena —poderoso grupo del partido conservador—. Por su carácter positivista el partido liberal no le perdonaba que favoreciera a la Iglesia Católica —a la que había devuelto lo que ya había sido expropiado por el general Francisco Morazán en 1829 y con la que había establecido el Concordato de 1852 en el que le entregaba la educación del pueblo guatemalteco, se comprometía a respetar los bienes eclesiásticos y autorizaba el diezmo obligatorio. Los liberales lo atacaron también por suprimir la libertad de prensa y por ser un gobernante represivo.
Por haber cerrado la Academia de Ciencias, lo acusaron de cometer actos en contra del desarrollo educativo laico que los Liberales proponían, cuando en realidad, Carrera cerró la Academia de Ciencias por su carácter laico, pero no dejó a Guatemala sin educación superior: instauró nuevamente a la Pontificia Universidad de San Carlos Borromeo de carácter teológico.
Autores como Ramón Rosa —ideólogo del liberalismo de Justo Rufino Barrios y Marco Aurelio Soto en Guatemala y Honduras, respectivamente— y Lorenzo Montufar y Rivera —intelectual destacado de los gobiernos liberales de Guatemala— en sus biografías del general Francisco Morazán se esforzaron en presentar a Carrera como un salvaje analfabeto que únicamente sabía firmar como «Raca Carraca».  A pesar de ello, anécdotas de renombrados escritores de la época liberal muestran que Carrera era inteligente, hábil gobernante, y sabía mantener a raya a sus rivales del Partido Liberal. He aquí un ejemplo tomado de El libro de las efemérides del escritor liberal guatemalteco Federico Hernández de León:
- Segunda Invasión de Morazán a Guatemala (1840):

| «Durante los momentos críticos de la invasión del general Morazán a Guatemala el 17 de marzo de 1840, Carrera, entonces General en Jefe del Ejército y reciente vencedor en Los Altos, congregó a los principales personales de la ciudad de Guatemala y les dijo: - "No tema nadie nada. Tengo un plan que no falla, un plan que no puede dejar de salir punto por punto, de como lo tengo trazado y que me dará la más completa victoria. Yo me voy a Aceituno con mis hombres. De allí vendré con mi gente a libertar a todos..." Alguien le replicó: - "¿Pero Su Excelencia nos abandona en un trance tan cruel?" Y Carrera con una sonrisa de satisfacción respondió: - "No tema nadie nada. Tengo un plan que no falla; ya volveré." La victoria de Carrera fue absoluta: recuperó la capital, se consolidó como el líder indiscutible de los conservadores en Guatemala, y terminó definitivamente con la carrera política del general Morazán.» |

- Versión del partido conservador:  el partido conservador, que apoyaba la gestión de Carrera, estaba conformado así:
  - El Clan Aycinena: criollos guatemaltecos que se dedicaban directamente al comercio con la península ibérica durante la Colonia Española y tenían el monopolio comercial de la región. Estaban radicados en la capital de Guatemala y fijaban los precios del comercio arbitrariamente, para el disgusto de los criollos agricultores, a quienes consideraban una clase inferior.[7]
  - Clero mayor:  miembros de las órdenes regulares, obispos y arzobispos criollos o españoles, que dirigían el clero secular. Estaban en la capital de Guatemala.[7][c]

Los conservadores debían su nombre a que su principal objetivo era mantener la estructura social que había imperado durante la Colonia Española, especialmente los privilegios de que disponían; Por estar conformados por grupos aristocráticos y privilegiados, aceptaron con desprecio y desconfianza el liderazgo de Carrera y tuvieron que tolerar las consideraciones que este tenía con los grupos indígenas del país. Sin embargo, en los escritos conservadores sus rasgos mestizos son pasados por alto y es celebrado como un héroe nacional.
- Versión de algunos intelectuales marxistas: Algunos científicos sociales marxistas guatemaltecos, que abordan la historiografía científica con un método científico basado en la lucha de clases —como Severo Martínez Peláez—, cuando intentaron explicar la dinámica colonial de Guatemala pasaron por alto cierto papel de legitimidad que tuvo el general Carrera y lo mencionan únicamente como un «dictador benévolo» que actuaba como «reyezuelo».[16]

### Estudios objetivos de Woodward
Investigaciones objetivas que se realizaron entre 1984 y la primera década del siglo xxi, han esclarecido el papel de Carrera; estas nuevas investigaciones desarrollan una nueva interpretación del papel histórico de Carrera y de los líderes conservadores que lo sustentaron en el poder, sobre la base de la evidencia de la época así como a la luz de la experiencia guatemalteca desde 1865 y cartas del puño y letra del propio Rafael Carrera. Los estudios recientes argumentan que el levantamiento popular que Carrera encabezó, fue un exitoso movimiento de las masas campesinas contra la élite de la capital, y que una vez en el poder, el caudillo atendió a las reivindicaciones de dichos sectores pobres, protegiendo sus tierras contra los abusos y las adjudicaciones a extranjeros. Durante su gobierno, Guatemala gozó de crecimiento económico estable y expansión de sus exportaciones. El estudio igualmente revalúa la gestión administrativa de Carrera, así como los efectos de su actitud de descuido benigno hacia los sectores campesinos.
Aún con la polémica que rodea a este personaje, es indiscutible que fue uno de los personajes más importantes y trascendentales de la historia de Guatemala, y probablemente el mayor representante de las tendencias conservadoras del siglo xix en Centroamérica. Algunas de sus ideas aún siguen en vigencia; aunque el Estado guatemalteco, desde la Revolución Liberal de 1871, ha tenido un carácter laico y ha celebrado más a los líderes liberales Justo Rufino Barrios y Miguel García Granados, ha conservado —como polémica herencia del gobierno de Rafael Carrera— la independencia de Guatemala de los demás países de Centroamérica, la conservación del territorio que habría constituido el Estado de Los Altos, la reivindicación de los derechos indígenas (desde luego por las luchas autónomas de los pueblos indígenas)—-como en el convenio 149— y en la Constitución Política de la República de Guatemala del artículo 66 al 70, y la conservación de cierta preeminencia de la Iglesia Católica en el país.

## Biografía
Rafael Carrera nació el 24 de octubre de 1814 en Lo de Rodríguez, Ciudad de Guatemala, el hijo menor de Simón Carrera y Juana Turcios. Su partida de nacimiento está asentada en la parroquia de Candelaria. No realizó ningún estudio formal y era iletrado cuando inició su movimiento campesino; siendo presidente, supo rodearse de los más importantes intelectuales conservadores guatemaltecos (entre los que se incluía miembros del Clan Aycinena y el escritor José Milla y Vidaurre) y su cultura se acrecentó.  Primero aprendió a escribir su nombre y a firmar, y ya luego a escribir con propiedad.

## Ascenso al poder

### Lucha contra el gobierno de Mariano Gálvez

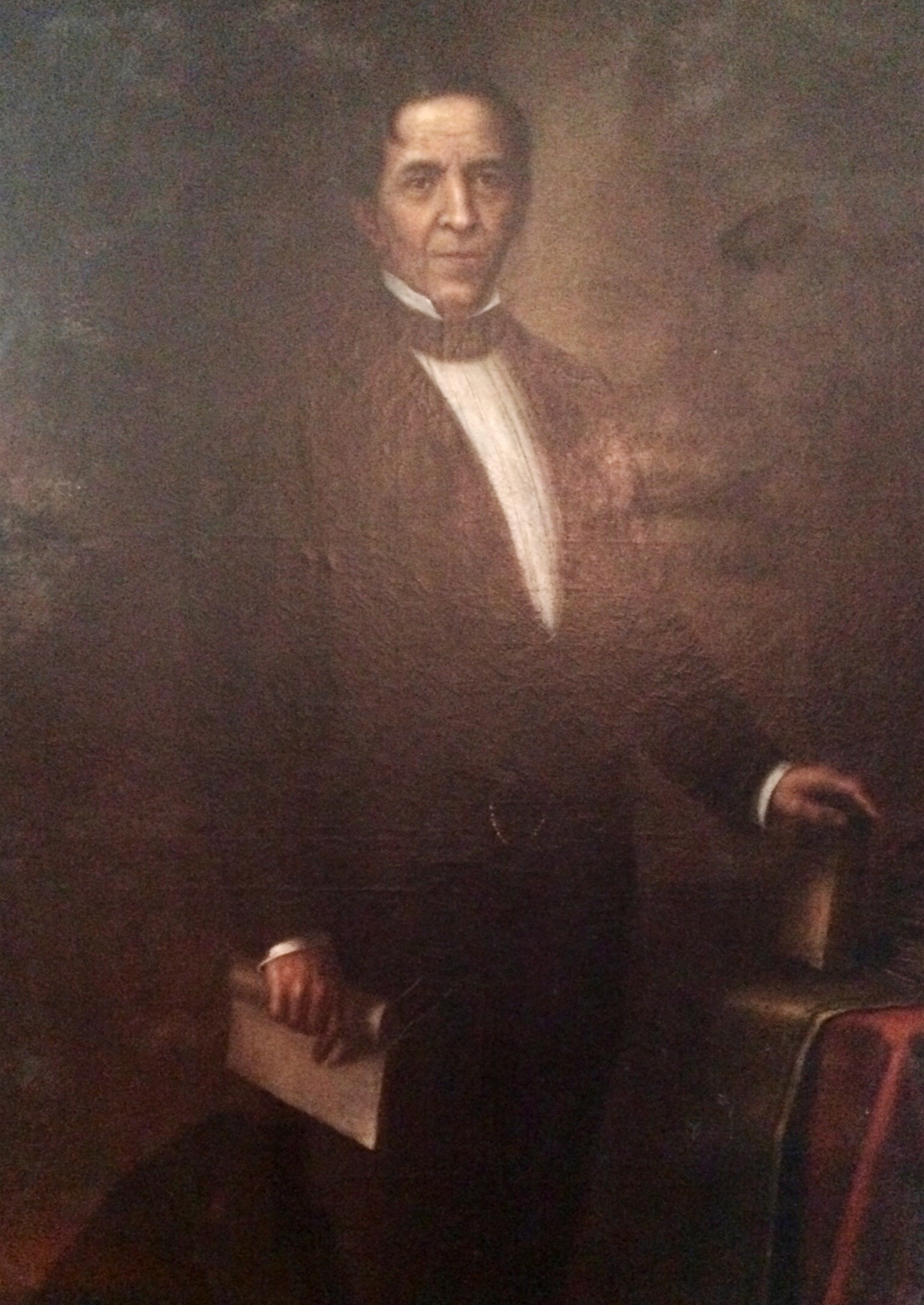
Doctor Mariano Gálvez durante su época de Jefe del Estado de Guatemala
Museo Nacional de Historia de Guatemala

En 1837 inició la lucha armada contra el régimen de Francisco Morazán, presidente de las República Federal de Centroamérica; Carrera luchó contra quien gobernaba el Estado de Guatemala, el doctor José Mariano Gálvez, liberal al igual que Francisco Morazán. Fue el máximo dirigente de las fuerzas insurgentes, entre las que se encontraban numerosos indígenas. La razón por la que contó con el apoyo de los indígenas fue que el 9 de junio de 1837, el gobierno del Estado de Guatemala había vuelto a implantar el tributo indígena que había sido suprimido desde tiempo colonial por las Cortes de Cádiz en 1820. Los insurgentes empezaron las hostilidades por medio de una guerra de guerrillas: atacando poblaciones sin dar oportunidad de tener encuentros con las tropas del gobierno. Al mismo tiempo, se propagaba la idea de los enemigos clericales de Gálvez, que lo acusaba del envenenamiento de las aguas fluviales para propagar el cólera morbus a la población, cosa que no ocurría sino por el crecimiento poblacional y la poca capacidad de la estructura sanitaria del país. Esta acusación favoreció a los objetivos de Carrera, poniendo a una gran parte de la población en contra de Mariano Gálvez y de los liberales en general.
Entre sus batallas destacan: la del cuartel de Mataquescuintla; la de Ambelis en Santa Rosa, derrotando al ejército comandado por Teodoro Mejía; la del 7 de diciembre de 1837 en la plaza de Jalapa donde fue derrotado; y el 13 de enero de 1838 donde fue atacada la Guarnición de Guatemala. Algunos de estos hechos militares estuvieron acompañados por lamentables hechos cometidos por ambos bandos, como robos, asaltos, allanamientos y asesinatos a gente indefensa. En particular, el gobierno de Gálvez, al enterarse de que Carrera era el líder de la revuelta, invadió Mataquescuintla y capturó a su esposa, Petrona García, a quien los soldados tomaron por la fuerza; al enterarse Carrera, juró vengar el ultraje hecho a su mujer, y acompañado de ésta reinició la lucha con nuevos bríos. Petrona García, inflamada por el deseo de venganza, cometió numerosas atrocidades en contra de las tropas liberales, al punto que muchos correligionarios de Carrera le temían más a ella que al propio caudillo, a pesar de que Carrera para entonces mostraba ya los rasgos de liderazgo y pericia militar que lo caracterizarían.
Entre ellos, una carta fue lanzada desde el techo de una de las iglesias, en medio de una vasta congregación de indígenas. Esta carta supuestamente venía de la Virgen María, la cual comisionaba a Carrera a liderar una revuelta en contra el gobierno.
Para contrarrestar los violentos ataques de la guerrilla campesina, el gobernador del Estado de Guatemala Mariano Gálvez aprobó y luego alabó el uso de la política de tierra arrasada en contra de los pueblos alzados; esto motivó que varios de sus partidarios le aconsejaran que desistiera de esa táctica pues solamente contribuiría a incrementar la revuelta.  A principios de 1838, José Francisco Barrundia y Cepeda, jefe liberal de Guatemala y decepcionado de la gestión de Gálvez por sus atrocidades, gestionó para llevar a la Ciudad de Guatemala a Carrera,  para combatir al Jefe de Estado; Para ese año, la situación en Guatemala era insostenible: la economía se encontraba paralizada por la poca seguridad de los caminos y se llegó al punto en que los liberales negociaban con Carrera para poner fin a este enfrentamiento aunque era inevitable. Gálvez sale del ejercicio del poder el 31 de enero de 1838 ante el «Ejército de los Pueblos» al mando de Rafael Carrera que inició la penetración en la ciudad de Guatemala con un ejército de entre diez mil a doce mil hombres, luego del acuerdo a que llegó Carrera con Barrundia y Cepeda.
Las tropas victoriosas de Carrera, al grito de «¡Viva la religión!» y «¡Fuera los herejes extranjeros!» y constituidas principalmente por campesinos pobremente armados, tomaron la Ciudad de Guatemala y se dedicaron al pillaje y a destruir los edificios del gobierno liberal, incluyendo el Palacio Arzobispal, que era en donde residía Gálvez y la casa del presentante inglés William Hall.  Para detener a la turba, Carrera pidió al decano de la Catedral, Antonio Larrazábal, que abriera las puertas del edificio, que habían permanecido cerradas desde 1829; Larrazabal se opuso terminantemente diciendo que al sagrado recinto no ingresaba chusma y mucho menos armada; Carrera entonces le colocó un cuchillo en el cuello y volvió a pedirle que por favor abriera las puertas. Larrazábal dio órdenes para que abrieran el recinto, y la turba lo invadió pero lo respetó y así se calmó el ánimo de la milicia.

### Golpe de Estado de 1839

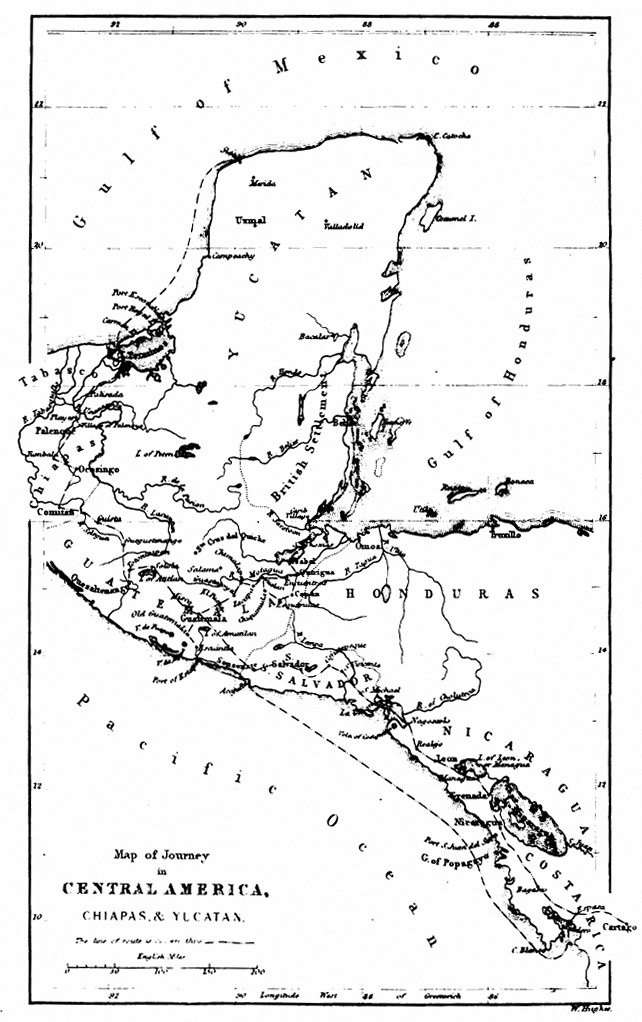
Mapa de Guatemala en 1839. Obsérvese las fronteras no delimitidas con México en Yucatán y Chiapas, y que Belice todavía era un asentamiento inglés.

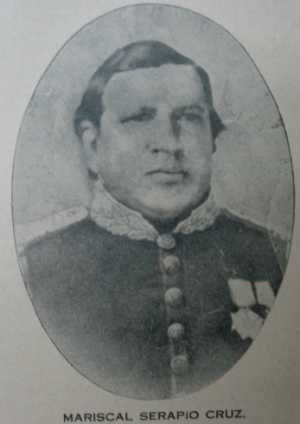
Mariscal Serapio Cruz, experimentado militar guatemalteco. Para contrarrestar su carismática personalidad, Carrera lo hizo su compadre y fue amante de una de sus hermanas.

Cuando Carrera y sus fuerzas retornaron a Mataquescuintla en marzo de 1838, los criollos guatemaltecos —tanto liberales como conservadores, incluyendo a los recién retornados miembros del Clan Aycinena— solicitaron al general Francisco Morazán que fuera a Guatemala a pacificar el Estado, y ofrecieron conferirle poderes dictatoriales y suministrarle dinero para el efecto.  De esta suerte, el 14 de abril de 1838 los conservadores perdieron el poder del Estado de Guatemala, y Carrera fue confinado a las serranías de Mita. Todo se inició con la incursión de las fuerzas liberales de Morazán y José Francisco Barrundia y Cepeda, quienes ingresaron a Guatemala y al llegar a San Sur, ejecutaron a Pascual Álvarez, suegro de Carrera, y colocaron su cabeza en una pica para escarmentar a todos los seguidores de este.  Al saberlo, Carrera y su esposa Petrona, que habían salido a enfrentar a Morazán tan pronto como se enteraron de la invasión y se encontraban en Mataquescuintla, juraron que no perdonarían a Morazán ni en la tumba; tras enviar a varios emisarios, a quienes Carrera no quiso recibir —en especial a Barrundia a quien le informó que no lo recibía para no matarlo— Morazán inició una fuerte ofensiva de tierra arrasada, destruyendo a los pueblos estaban a su paso y despojándolos de su pocos bienes, y obligando a las fuerzas de Carrera a esconderse en las montañas.
Creyendo que Carrera estaba totalmente vencido, Morazán y Barrundia se dirigieron a la Ciudad de Guatemala en donde fueron recibidos como salvadores por el gobernador Valenzuela y los miembros del Clan Aycinena, quienes incluso propusieron patrocinar uno de los batallones liberales, mientras que Valenzuela y Barrundia pusieron a las órdenes de Morazán los recursos de Guatemala para solventar cualquier problema financiero que tuviera; los criollos de ambos partidos celebraron hasta el amanecer el hecho de que tuvieran al fin a un caudillo como Morazán, capaz de derrotar a la rebelión del campo.  Morazán utilizó los recursos para apoyar a Los Altos y luego sustituyó a Valenzuela por Mariano Rivera Paz, allegado al Clan Aycinena, aunque no le retornó al clan los bienes confiscados en 1829; en venganza, Juan José de Aycinena y Piñol votó a favor de la disolución de la Federación Centroamericana en San Salvador un poco más tarde, obligando con ello a Morazán a regresar a El Salvador para luchar por su moribundo mandato federal. En el camino, Morazán incrementó la represión en el oriente guatemalteco, como escarmiento por haber ayudado a Carrera, a quien consideraba vencido.
Sabiendo que Morazán se había ido a El Salvador, Carrera intentó tomar Salamá con la pequeña fuerza que le quedaba, pero fue derrotado, perdiendo a su hermano Laureano en el combate. Con apenas unos cuantos hombres logró huir, malherido, hacia Sanarate.  Tras recuperarse a medias, atacó a un destacamento en Jutiapa y logró obtener un pequeño botín que le repartió a los voluntarios que lo acompañaban y se aprestó a atacar Petapa, cerca de la Ciudad de Guatemala, en donde triunfó, pero con considerables bajas.
Tras triunfar en Petapa, en septiembre de ese año Carrera intentó un asalto a la capital de Guatemala, pero el general liberal Carlos Salazar Castro lo derrotó en los campos de Villa Nueva, y Carrera tuvo que replegarse nuevamente al oriente del Estado.  Tras varios intentos infructuosos de tomar la ciudad y Quetzaltenango, Carrera fue cercado y herido y tuvo que capitular ante el general mexicano Agustín Guzmán, comandante en jefe del ejército del Estado de Los Altos, quien había sido aconsejado por el gobernador de Antigua Guatemala, Manuel Francisco Pavón Aycinena. Morazán tuvo la oportunidad de fusilar a Carrera, pero no pudo pues necesitaba del apoyo del campesinado guatemalteco para poder contrarrestar los ataques de Francisco Ferrera en El Salvador; en lugar de eso, se vio obligado a nombrarlo como jefe militar de Mita, pero sin armas; cuando estaba en Mita, Ferrera lo invitó para reunirse, a lo que accedió; sabiendo que Morazán iba a atacar El Salvador, decidieron que Carrera iba a atacar la Ciudad de Guatemala y para ello Ferrera le dio mil armas y municiones.
Entretanto, a pesar de las recomendaciones de su allegados de aplastar definitivamente las fuerzas de Carrera, Salazar intentó negociar por la vía diplomática. Incluso, para demostrar a Carrera que ni se le temía ni se le desconfiaba, retiró las fortificaciones que había en la capital guatemalteca desde la batalla de Villa Nueva. Aprovechando la buena fe de Salazar y las armas de Ferrera, el 13 de abril de 1839 Carrera tomó por sorpresa la plaza de Guatemala; Salazar Castro, Barrundia y Mariano Gálvez huyeron antes de la llegada de Carrera; Salazar, en camisa de dormir, saltó por los tejados de las casas vecinas y buscó refugio. Después, como pudo, ganó la frontera disfrazado de campesino y huyó de Guatemala.  Ya sin Salazar, Carrera restituyó a Mariano Rivera y Paz, como gobernador de Guatemala; Rivera Paz a su vez lo nombró general en jefe del Ejército aunque en realidad era Carrera quien tenía el mando absoluto en Guatemala y se constituyó en un fuerte aliado de Ferrera.
Enterado de esto, Manuel Francisco Pavón Aycinena, quien se encontraba en Ciudad Vieja durante el golpe de Estado del 13 de abril, fue a la Ciudad de Guatemala y desde ese momento empezó a colaborar con Carrera.

### Invasión y Absorción del Estado de los Altos
Luego de la separación del Estado de Los Altos, la Asamblea Constituyente dividió al Estado de Guatemala en siete departamentos y dos distritos, de acuerdo al siguiente decreto del 12 de septiembre de 1839:
| La Asamblea Constituyente del Estado de Guatemala: Habiendo tomado en consideración la necesidad que hay de hacer una nueva y conveniente división del territorio, después de la separación de los departamentos que componen el Estado de los Altos. Con presencia de los datos e informes que ha presentado el gobierno sobre el particular, ha decretado: 1. El estado de Guatemala se divide en siete departamentos, a saber: el de Guatemala, el de Sacatepéquez, el de Chimaltenango, el de Escuintla, el de Mita, el de Chiquimula y el de la Verapaz. 2. También componen dos distritos separados con dependencia inmediata del gobierno, Izabal y el Petén. 3. Los departamentos y distritos referidos, comprenden las poblaciones y lugares que se señalan en la tabla que acompaña a esta ley. 4. Mientras se reúnan datos más exactos, con presencia de los padrones que deben formarse para hacer por otra ley la división permanente del territorio, el gobierno queda autorizado para poder agregar o segregar de unos a otros, los pueblos o lugares que lo soliciten, con causa fundada en el mejor servicio y bien de los mismos pueblos, previo al informe de los jefes respectivos. 5. El mismo gobierno, en las providencias que tome, para la demarcación del territorio de los departamentos, procurará en lo que sea posible, que sea la misma la de los curatos y sus comprensiones, a fin de evitar embarazos y facilitar en todo el mejor servicio público. —Manuel Pineda Mont, Recopilación de las leyes de Guatemala, 1859 |

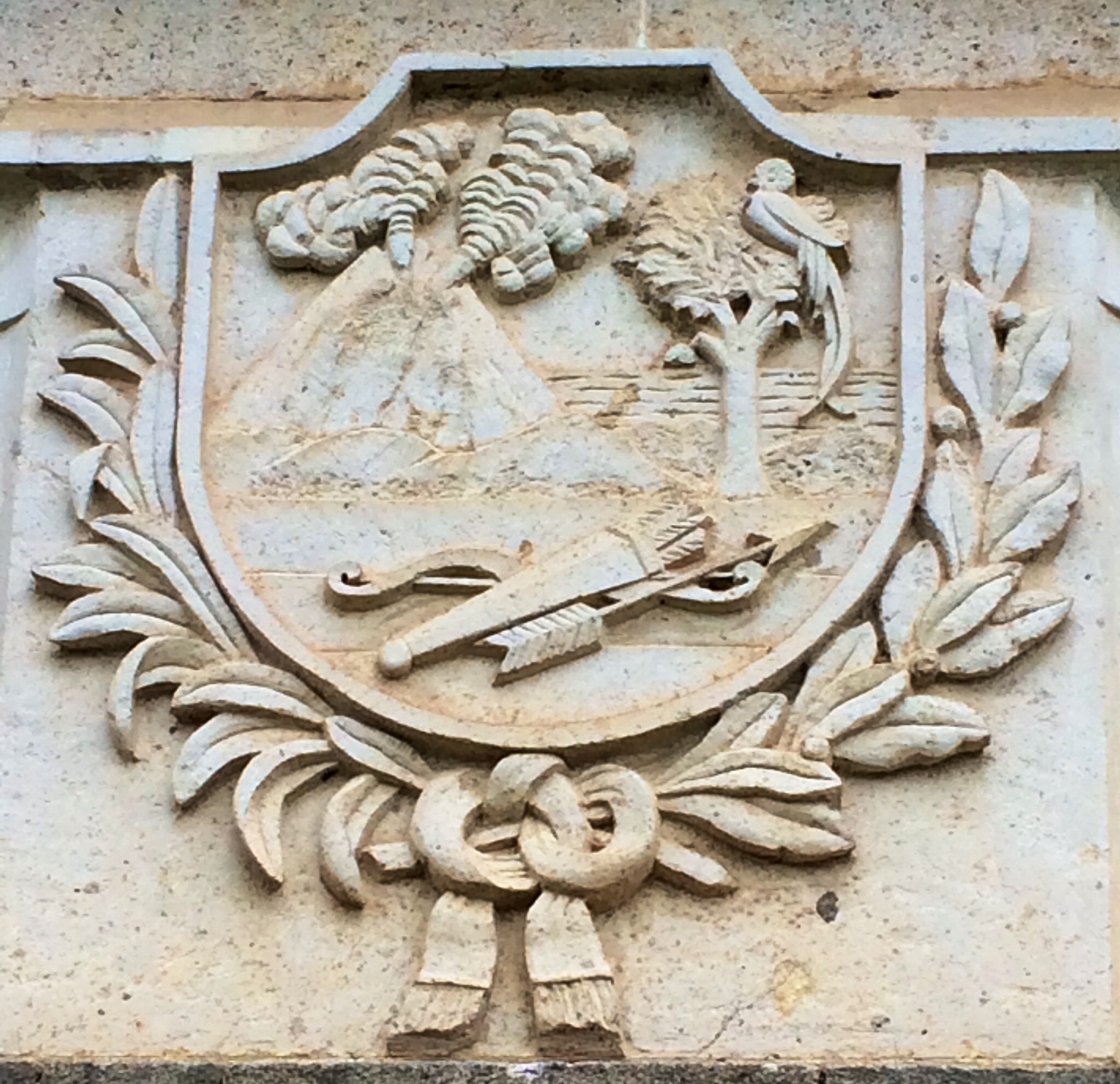
Escudo del Estado de los Altos esculpido en piedra en la tumba de los héroes altenses en el Cementerio de Quetzaltenango.

Pero las revueltas indígenas en el Estado de Los Altos alcanzaron su punto crítico el 1.º de octubre de 1839. Los indígenas acudieron a Carrera en busca de protección. Mientras Carrera se preparaba reclutando voluntarios en la Verapaz, el gobierno de Guatemala intentó llegar a una solución pacífica, y el 18 de diciembre de 1839 apremió al representante de Los Altos en Guatemala a firmar un convenio de paz y amistad; el tratado garantizaba la paz, pero con la condición de que Los Altos tenía que devolver a Guatemala las armas que Agustín Guzmán le había confiscado a Carrera cuando lo apresó en enero de 1839. Mientras los altenses consideraban aceptar el ultimátum guatemalteco, Carrera publicó una proclama en la que llamó a los indígenas de Los Altos a rebelarse en contra del gobierno quetzalteco, lo que provocó revueltas de las que el gobierno guatemalteco se valió en enero de 1840 para decir que los indígenas rogaban a Carrera para salvarlos de la «opresión de los liberales quetzaltecos».
Al mediodía del 20 de enero de 1840, Carrera se dirigió a la frontera con el Estado de Los Altos para esperar al enviado del estado altense con la ratificación del ultimátum y el cargamento de armas;  mientras esperaba, arengaba a sus tropas diciéndoles que el enemigo liberal todavía tenía a Quezaltenango sumido en la opresión y la tiranía y que, junto con San Salvador, era el único obstáculo para que retornaran a sus hogares. Para contener una posible invasión de las fuerzas morazánicas desde El Salvador, Carrera envió a Vicente Cruz a guardar la frontera.
El gobierno de Los Altos envió un emisario a Morazán, pero este fue interceptado por las fuerzas de Carrera; entonces, el 22 de enero el general Agustín Guzmán declaró la guerra a Guatemala.  Tras algunas escaramuzas, los ejércitos se enfrentaron en Sololá el 25 de enero; Carrera venció a las fuerzas del general Agustín Guzmán e incluso apresó a este El gobierno quetzalteco colapsó entonces, pues aparte de las derrotas militares, los poblados indígenas abrazaron la causa conservadora de inmediato; al entrar a Quetzaltenango al frente de dos mil hombres, Carrera fue recibido por una gran multitud que lo saludaba como su «libertador».
Carrera impuso un régimen duro y hostil para los liberales altenses, pero bondadoso para los indígenas de la región —derogando el impuesto personal— y para los eclesiásticos restituyendo los privilegios de la religión católica; llamando a todos los miembros del cabildo criollo les dijo tajantemente que se portaba bondadoso con ellos por ser la primera vez que lo desafiaban, pero que no tendría piedad si había una segunda vez. El general Guzmán, y el jefe del Estado de Los Altos, Marcelo Molina, fueron enviados a la capital de Guatemala, en donde fueron exhibidos como trofeos de guerra durante un desfile triunfal el 17 de febrero de 1840; en el caso de Guzmán, engrilletado, con heridas aún sangrantes, y montado en una mula. El 13 de agosto fue nombrado corregidor, comandante general del ejército y superintendente de la región de Los Altos.

### Segunda Invasión de Morazán al Estado de Guatemala
| «Todo hombre desde la edad de 14 a 50 años se presentará en el término de seis horas a tomar las armas en la casa municipal. El que no se presentara, pasado ese término, será considerado como sospechoso. Se declara la ciudad en estado de sitio.» —Rafael Carrera |

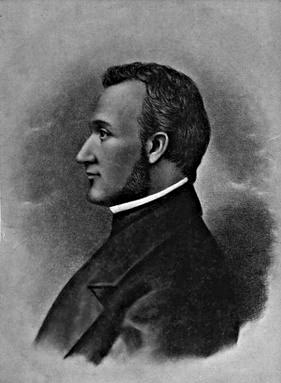
General Francisco Morazán.
Intentó invadir a Guatemala por segunda ocasión en 1840 luego de haber invadido en 1829 y expulsado a los miembros del Clan Aycinena y las órdenes regulares. En 1840 fue vencido por Carrera de manera aplastante, marcando el fin de su carrera en Centroamérica.

El 18 de marzo de 1840, siendo Morazán jefe liberal de la ya moribunda Federación Centroamericana y del Estado de El Salvador, invadió a Guatemala con mil quinientos soldados para vengar el ultraje hecho a los vencidos en Los Altos, pues temía esta acción fuera el golpe final a los esfuerzos liberales de mantener unida a la Federación Centroamericana. Con la información de mensajeros apostados en los caminos, Carrera urdió su plan de defensa dejando a su hermano Sotero a cargo de tropas que presentarían una leve resistencia en la ciudad.
Carrera fingió huir y llevó al improvisado ejército a las alturas de Aceituno ya que únicamente contaba con cerca de cuatrocientos hombres e igual número de cargas de fusilería, más dos cañones viejos. La ciudad quedó a merced del ejército de Morazán, con las campanas de sus veintidós templos tañendo por socorro divino. Una vez Morazán llegó a la capital, la tomó fácilmente y liberó a Guzmán, quien inmediatamente partió para Quetzaltenango para dar la noticia de que Carrera estaba derrotado; Carrera entonces, aprovechando que los enemigos se creían victoriosos, aplicó una estrategia de concentración de fuego en el Parque Central de la ciudad y la complementó con la táctica del ataque sorpresa con la cual provocó grandes bajas al ejército de Morazán para, finalmente, obligar a los sobrevivientes a luchar cuerpo a cuerpo. Carrera, para entonces ya un experimentado militar supo plantar cara y batalla a Morazán hasta derrotarlo de manera fulminante, al grado que este, ayudado por Ángel Molina -quien era hijo del líder liberal Pedro Molina Mazariegos- y que conocía los callejones al oeste de la ciudad, tuvo que huir con sus predilectos disfrazado y gritando «¡Qué viva Carrera!» por el barranco del Incienso hacia El Salvador, para salvar la vida.
En Guatemala, los salvadoreños sobrevivientes fueron fusilados sin piedad, mientras Carrera estaba fuera en persecución de Morazán, a quien no logró darle alcance. Este lance selló definitivamente el status del general Carrera y marcó el ocaso de Morazán.

### Recuperación definitiva del Estado de Los Altos
Cuando Guzmán llegó a Quetzaltenango con la noticia de que Morazán había triunfado en la ciudad de Nueva Guatemala de la Asunción, la élite criolla liberal de la ciudad declaró nuevamente vigente el Estado de Los Altos. Carrera, envió al militar salvadoreño Francisco Malespín a avisar a las comunidades k'iche' y k'achikel que se prepararan nuevamente a combatir a los criollos quetzaltecos, y luego salió para Quetzaltenango decidido a escarmentar a los liberales quetzaltecos. Al conocer esta noticia, la mayoría de los miembros del cabildo salió huyendo y los pocos que quedaron quisieron retractarse y pedir perdón por haber tratado de formar el estado nuevamente. Pero mientras los indígenas de la región perseguían a los criollos que huyeron, Carrera apresó a los miembros del cabildo que se habían quedado y luego los mandó a fusilar, a pesar de que la población altense que murmuraba «¡Masacre! ¡Masacre!» Como resultado, los criollos liberales quedaron debilitados y mermados, y los conservadores capitalinos atemorizados; pero las poblaciones indígenas de Quetzaltenango se dieron cuenta de que tenían un aliado fuerte en Carrera.
Cuando Carrera regresó a Guatemala a atender a su madre agonizante, los liberales de la ciudad salieron huyendo y el temor hizo presa de los conservadores del Clan Aycinena, pues estaba claro que, de haberlo querido, Carrera hubiera podido llevar a cabo la venganza indígena y aniquilar a todos los criollos. Lo único que evitó una nueva masacre fue el hecho de que Carrera necesitara del dinero del Clan Aycinena para pagarle a sus tropas y de la experiencia política de dicho Clan para gobernar el país.

## Primer Gobierno
Rafael Carrera fue el último gobernador del Estado de Guatemala; asumió el poder en 1844, nombrado por el clero y el partido conservador dirigido por el Clan Aycinena. Por ese entonces, José Milla y Vidaurre era liberal, y le escribió este himno crítico y mordaz al teniente general Carrera, himno que los liberales memorizaron de tanto repetir, a pesar de su escasa calidad poética:
| Hijo de la miseria y de la nada Tiranuelo opresor de un pueblo inerme Zorra cobarde que acomete osada a un gallinero que tranquilo duerme. General, director, héroe, caudillo; Arcángel, qué sé yo cómo te llaman. Entre bordados mal envuelto pillo Ya los pueblos, de ti venganza claman. Por entre esa comparsa de malvados, Digna guardia de honor de tu persona, Ellos van a pasar desesperados A romper en tu frente tu corona. En pos del enemigo corres tarde, Teniente general, pues ha sonado Al fin tu hora falta, tiembla cobarde, Dentro de tus harapos de soldado. | Execrada y maldita tu memoria, Execrado será cuanto tú hiciste, Y si ha de hablar de ti, dirá la historia, Que tú ni aún ser déspota supiste. Lobos, País, Carrera, veteranos Del crimen, y en el terror de las banderas, Farsa vil y burlesca de tiranos, Parodis de Cartuch son charreteras. Aycinena, Pavón fuera señores, Fuera con vuestro rancio servilismo, ¿Soñásteis ser tal vez conservadores, O darnos una burla del torismo? Honorable Marqués, no más Bretaña, No más statuquo ni tiranía: Vaya que su excelencia... no se engaña, Sin el statuquo, por Dios, ¿qué haría? [...] |

Carrera no solo no persiguió a Milla y Vidaurre, sino que dos años después, cuando Milla se hizo conservador, Carrera lo invitó a formar parte de su gobierno, en el que sirvió en diferentes posiciones hasta 1871; Milla también llegó a ser amigo y consejero de Carrera.

### Intento de colonia belga

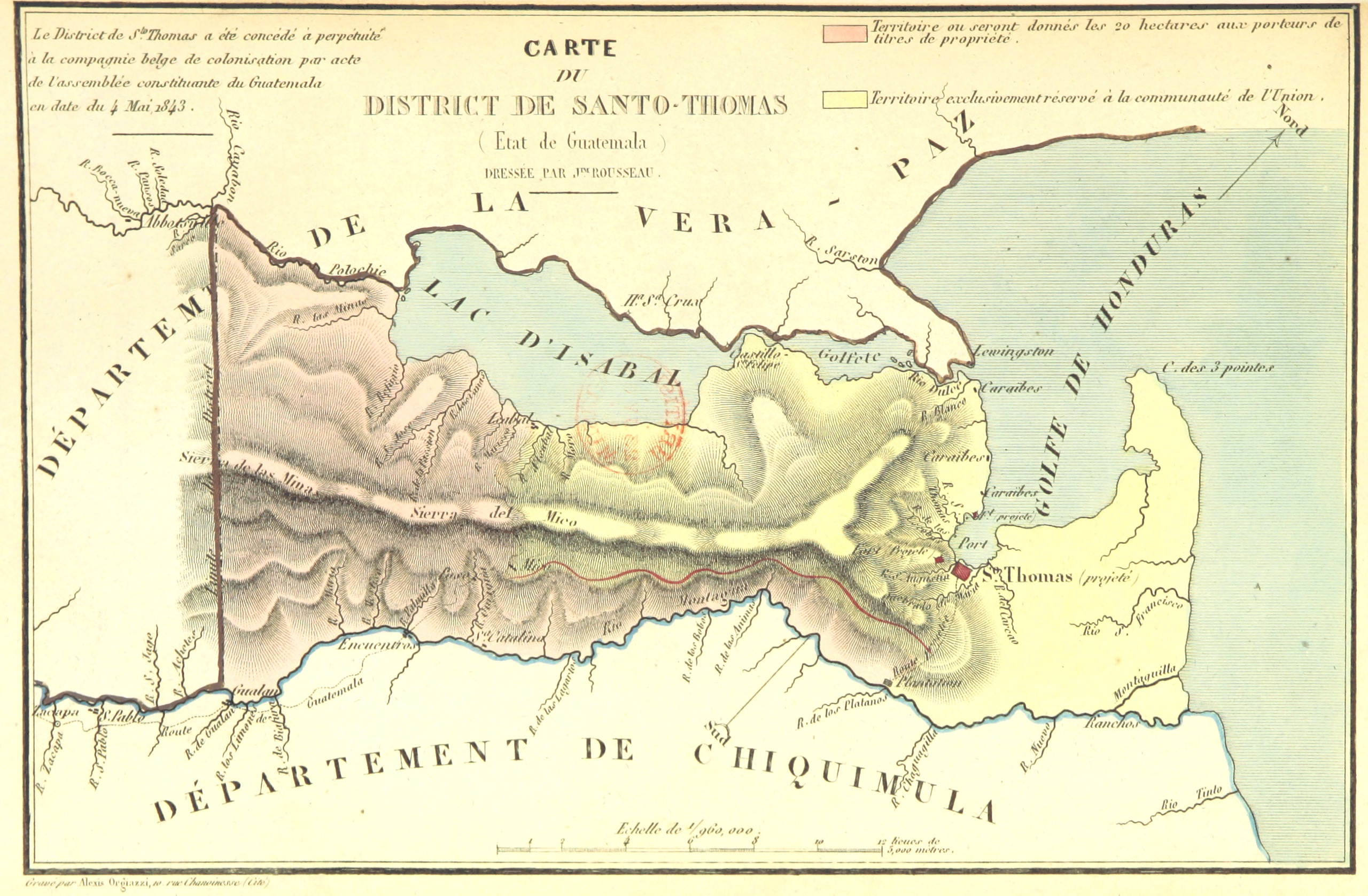
Mapa de la región del Lago de Izabal y del distrito de Santo Tomás. La región en amarillo corresponde al área que había sido cedida a perpetuidad por Carrera para la colonia belga.

Carrera, aconsejado por Juan José de Aycinena y Piñol le dio a la Compañía  Belga de Colonización la región de Izabal a perpetuidad a cambio de que la compañía pagara dieciséis mil pesos cada año al gobierno de Guatemala. Los colonos tenían que convertirse al catolicismo y adoptar la ciudadanía guatemalteca, pero tenían el privilegio de tener su propio gobierno; también se comprometieron a dar al gobierno guatemalteco dos mil fusiles, a construir un puente de metal sobre el río Motagua y a construir un puerto en la bahía de Amatique, en la localidad de Santo Tomás de Castilla.  Además de las obras de infraestructura, Carrera consideraba que la colonia de belgas católicos era una buena contención a las pretensiones de los británicos protestantes y su contrabando comercial en Belice.  Sin embargo, las condiciones del área eran inhóspitas y empezaron a mermar rápidamente la salud de los belgas.  Para 1850, la colonia ya había fracasado, las obras de infraestructura prometidas no se construyeron, y los colonos belgas se habían dispersado al interior de la República de Guatemala.

### Creación de la República de Guatemala

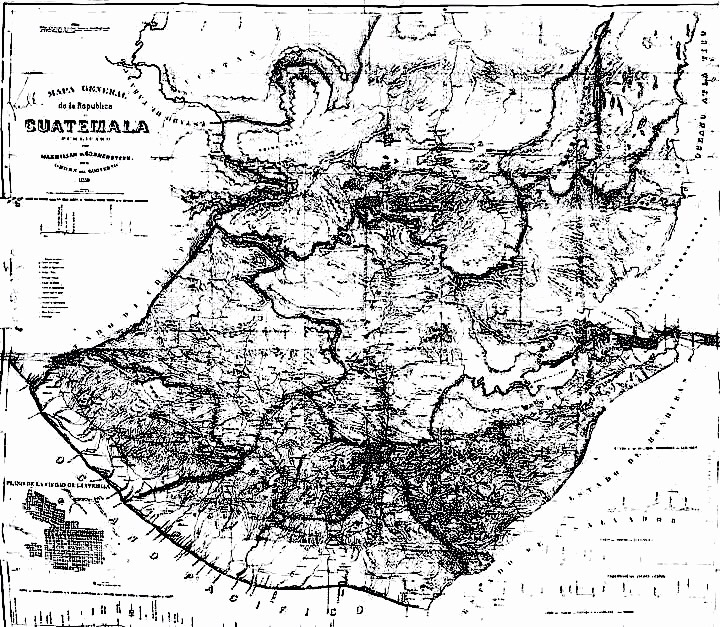
Mapa original de la República de Guatemala en 1847.

El 21 de marzo de 1847 firmó un decreto proclamando a Guatemala como República soberana e independiente, separándola definitivamente de la patria federada centroamericana, y se hizo llamar «fundador de la Nueva República», pero a pesar de los esfuerzos de Carrera, para agosto de 1848 la situación de Guatemala era caótica:  Serapio Cruz (conocido como «Tata Lapo») asaltaba el Quiché promoviendo revueltas en contra del gobierno; había revueltas en el oriente del país; los liberales y conservadores se mantenían en constante pugna, y en medio de todo esto, el presidente Carrera se dio cuenta de que su prestigio se esfumaba y que era conveniente renunciar, lo que hizo con el siguiente manifiesto a la Asamblea Legislativa:
| «Estoy resuelto a no permanecer más tiempo en la capital y a trasladarme a un país extranjero. Suplico a los señores representantes que, en recompensa por mis cortos servicios, se sirvan hacer el sacrificio de mantenerse en sesión permanente hasta admitir mi renuncia y nombrar quién me suceda. Yo permaneceré en el despacho, mientras este respetable cuerpo se halle reunido.» —Rafael Carrera —Tomado de: Hernández de León, F. (1930). El libro de las efemérides, Tomo III. Guatemala: Tipografía Sánchez y de Guise. |

La Asamblea aceptó la renuncia de Carrera en el acto, pasando a deliberar quién debería sustituirle. Al final, escogieron al señor Juan Antonio Martínez porque pasaba de los sesenta años, había mantenido una posición prudente con todos los gobiernos, había acrecentado su capital honradamente, su firma gozaba del mejor crédito y era liberal moderado, ejemplar padre de familia, sin vicios y con poca ambición de mando pública.
El presidente decidió vender sus propiedades de Palencia, junto a otras que tenía en Agua Caliente, Plan Grande, Los Cubes, El Cangrejito y Lo de Silva y la Asamblea Legislativa cedió las tierras de Palencia a la Orden de Predicadores, a quienes solicitó Carrera que las tierras no fueran comprometidas y que se reuniera a los habitantes pacíficamente para educarlos.  Carrera partió a México en 1848; en su ausencia, la Asamblea Legislativa, ahora en poder de los liberales, dictó una disposición por la que se le declaraba fuera de la ley que debía aplicársele la pena de muerte si osaba regresar al país.

### Retorno triunfal a Guatemala

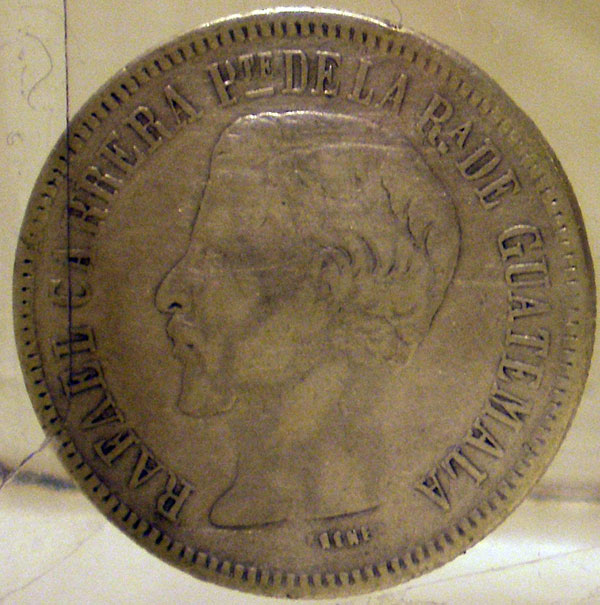
Moneda con la efigie del presidente Rafael Carrera.

En su ausencia, Guatemala entró en una profunda crisis:  había crímenes políticos de importantes personalidades y bandoleros sueltos por todo el país; el gobierno dictaba leyes, pero nadie las cumplía. El expresidente Mariano Rivera Paz y el general Vicente Cruz, hermano de Serapio Cruz fueron asesinados cuando intentaron tomar posesión del cargo de corregidor de Jalapa en 1849. A fines de abril, Carrera regresó a Guatemala por la frontera de Huehuetenango, a pesar de la insistencia de Petrona para que no lo hiciera, ya que ella sabía que lo perdería de una u otra forma: ya fuera que lo mataran en combate o, si sobrevivía, quedaría en brazos de sus amantes. Carrera conferenció con los líderes de las etnias k'iche', q'anjobal, y mam convenciéndoles de que debían unirse entre todas para defenderse. Carrera formó, inadvertidamente, una conciencia indígena en el occidente del país, la cual constituyó la base de su poder militar en el área.
El gobierno de Paredes nombró al mayor José Víctor Zavala como corregidor de Suchitepéquez para detener a Carrera; pero Zavala, en vez de detener a Carrera, se puso a sus órdenes. Agustín Guzmán, líder del recién formado Estado independiente de Los Altos, se dirigió a Antigua Guatemala para conferenciar con enviados de Paredes y decidir qué estrategia usar contra Carrera; Carrera, por su parte, aprovechó la ausencia de Guzmán para apoderarse de Quetzaltenango, pues ya contaba con el apoyo militar de Zavala en Suchitepéquez.
Al saber la noticia, y al enterarse del masivo apoyo de las diferentes etnias indígenas al general Carrera, el presidente Mariano Paredes, tras mucho deliberar con liberales y conservadores, finalmente siguió el consejo del conservador Luis Batres Juarros, quien le hizo ver que combatir a Carrera era abrir un frente en el occidente del país, y dispuso revocar la pena de muerte sobre Carrera y nombrarlo Comandante General de las Armas, con autorización para atender a la pacificación de los pueblos conmovidos en el oriente del país, y para dirigir las operaciones militares de la manera que lo creyere conveniente. Paredes y Juarros tenían presente también la Guerra de Castas que estaba enfrentando a los nativos contra los criollos en Yucatán. Ante este decreto, los principales líderes liberales huyeron hacia El Salvador, donde les dio asilo el presidente Doroteo Vasconcelos. Finalmente, Carrera entró triunfalmente en la Ciudad de Guatemala el 8 de agosto de 1849 y Paredes evitó formar un frente occidental combatiendo a Carrera en Quetzaltenango.
Tras entrar triunfante a la ciudad, Carrera se dedicó a celebrar en grande con la tropa y su hermano Sotero.  Avanzada la noche, en la madrugada del 9 de agosto de 1849, Carrera fue atacado por José María Andrade, de oficio marimbero, quién lo hirió de una puñalada tras enterarse de que el general Carrera, muy dado a las aventuras amorosas, había seducido a su hija. La guardia del General en Jefe del Ejército dio cuenta rápidamente del atacante y llevó al general a su residencia para que lo curaran. Al día siguiente, el presbítero Jorge Viteri y Ungo, Ministro del presidente Mariano Paredes —y quien luego sería nombrado como obispo de El Salvador en 1852— ordenó que se investigara al atacante y que su cadáver fuera trasladado a la Plaza Mayor «para obrar con respecto de él, de acuerdo con la Comandancia General».  Esta orden fue cumplida, pero los encargados de hacerlo fueron mucho más allá de lo que se les había solicitado:  descuartizaron el cadáver y colocaron sus miembros en las cuatro garitas de la ciudad. Aunque fue recogido rápidamente por orden de Carrera, la imagen del gobierno de Paredes quedó muy desprestigiada y el hecho fue aprovechado por los liberales en El Salvador, quienes acusaron al gobierno conservador de salvaje, bárbaro y retrógrado. A partir de entonces, Sotero Carrera decidió que su hermano llevaría guardaespaldas en todo momento. A los pocos días, Carrera ya se sentía mejor y salió al galope en un caballo, pero su herida se reabrió y cayó desmayado frente al templo de La Merced.

### Exilio de Miguel García Granados
Miguel García Granados y Zavala, era primo hermano de José Víctor Zavala y cuñado de Luis Batres Juarros, y siempre fue un brillante diputado opositor al régimen de Carrera.  En una oportunidad en que atacó al gobierno, aseguró que «prevalecía el militarismo más escandaloso con quinientos soldados en la capital y otros mil en los departamentos, ganándose dos reales diarios cada uno, en vez de trabajar en la agricultura y que la culpa de todo esto la tenía Carrera que gustaba de tanta tropa».  De acuerdo al historiador guatemalteco Antonio Batres Jáuregui en su obra América Central ante la Historia, Carrera resolvió la situación de la siguiente forma:
| Pocos días después convidó el presidente Carrera a varios a una comida en su casa, y estuvo invitado «Chafandin», como le decían a don Miguel. Reinaba toda la cordialidad. A los postres, dirigióse Carrera [a don] José Víctor Zavala diciéndole: «Oiga coronel, ¿usted cree en sueños? Es decir, ¿que si resultará cierto lo que aparece cuando sueña?» [...] Contestóle [Zavala] en el acto: «Pues señor, hay muchos ejemplos de haberse realizado los sueños; [...] pero también es verdad que no todos los sueños tienen efecto real y aparecen después como un suceso positivo.» «Preguntaba yo esto —continuó Carrera diciendo—, porque voy a contar a usted un sueño terrible que tuve anoche y que me conmovió muchísimo. Figúrese que soñé de repente, que me había levantado de mi cama, y dirigiéndome a la guardia del Cuartelito ([...] por la parte de atrás con la casa de Carrera y tenía cien hombres [...]), tomé una escolta, mandé a sentarse en un banco a nuestro buen amigo, el inteligente don Miguel García Granados, a quién apreciamos, y di la orden de hacerle fuego, pasándolo por las armas... Entonces desperté azorado, me palpitaba recio el corazón, y dije: ¡Qué es lo que he hecho! Todavía, al recordarlo, me espanto. Vamos a tomar esta copa, para que ni en sueños vuelva yo a tener una pesadilla tan grande. Salud, señores.» Todos comprendieron el sentido de aquel sueño, pero continuaron con la misma cordialidad que reinaba en el banquete. El mismo Carrera, con genial benevolencia, embromaba y se reía. García Granados, naturalmente, no se dio por entendido; pero, al siguiente día, don Luis Batres Juarros, que era mentor de Carrera, fue a ver a su hermano político don Miguel que estaba todavía en la cama, como acostumbraba, hasta las doce del día — y le dijo: «Es preciso que se marche a Europa, porque a la menor sospecha que diera, o discurso que volviera a decir, se realizaría el sueño.» —Antonio Batres Jáuregui |

Dos semanas después ya estaba García Granados, junto con su esposa, en camino hacia París.

### Batalla de La Arada
El gobernante salvadoreño Doroteo Vasconcelos dio asilo a los liberales guatemaltecos, entre quienes estaba José Francisco Barrundia quien fundó un periódico para atacar a Carrera, aprovechando hechos como el del atentado del Marimbero. Vasconcelos alimentó, durante todo un año a la facción rebelde «La Montaña», en el oriente de Guatemala distribuyendo dinero y armas entre los sublevados. A fines del año de 1850, Vasconcelos se sintió cansado de esta guerra lenta contra Guatemala y decidió obrar abiertamente. Así las cosas, el mandatario salvadoreño inició una cruzada contra el régimen conservador de Guatemala, invitando a participar en la alianza a Honduras y Nicaragua; pero de ambos gobiernos solo el hondureño presidido por Juan Lindo aceptó participar en la invasión.
Entretanto, en Guatemala, donde se conocían perfectamente los planes de invasión en su contra, el presidente de Mariano Paredes toma las previsiones necesarias para enfrentar la situación, mientras el arzobispo don Francisco de Paula García Peláez ordena en su archidiócesis rogativas de paz. El día 4 de enero de 1851 se reunieron en Ocotepeque los presidentes de Honduras y El Salvador, con la cual quedó sellada la alianza en contra de Guatemala. El ejército salvadoreño se componía de cuatro mil hombres perfectamente municionados y con apoyo de artillería; los hondureños por su parte, aprestaron 2000 hombres para la campaña. El grueso de las fuerzas aliadas se situó en Metapán, por ser esta una ubicación próxima a Honduras y a la frontera guatemalteca.
La «Batalla de la Arada» se libró el 2 de febrero de 1851 cerca de la ciudad de Chiquimula en Guatemala, entre las fuerzas de Guatemala y un ejército aliado de Honduras y El Salvador. La batalla formó parte de la guerra entre el gobierno conservador de Guatemala contra la coalición liberal de El Salvador y Honduras, y fue la amenaza más patente para Guatemala de perder su soberanía como República. El combate se resolvió con una contundente victoria de las fuerzas de Carrera, que selló definitivamente su hegemonía en la región.
Pocos meses después de La Batalla de la Arada, el 19 de octubre de 1851 la Asamblea Constituyente de Guatemala, que había sido convocada el 24 de mayo de 1848 emitió el Acta Constitutiva de la República de Guatemala, en la que se especifican las funciones de los diferentes representantes de la nación. Esta acta fue elaborada para acomodar las necesidades de Carrera e indicaba que el presidente de la República sería elegido cada cuatro años por una Asamblea General compuesta por la Cámara de Representantes, arzobispo metropolitano, de los miembros de la Corte Suprema de Justicia y de los vocales del Consejo de Estado; también especificadaba que el presidente podía ser reelecto.  Las atribuciones del presidente incluían la inspección de los establecimientos públicos y tribunales. En los artículos transitorios se especificaba que el primer presidente sería elegido por la Asamblea Constituyente, los miembros de la Corte de Justicia y los del Consejo de Estado; este presidente ejercería el poder del 1 de enero de 1852 al 1 de enero de 1856.
Así pues, el 22 de octubre de 1851 la Asamblea Nacional nombró como presidente al capitán general Rafael Carrera.

## Ascenso definitivo al poder

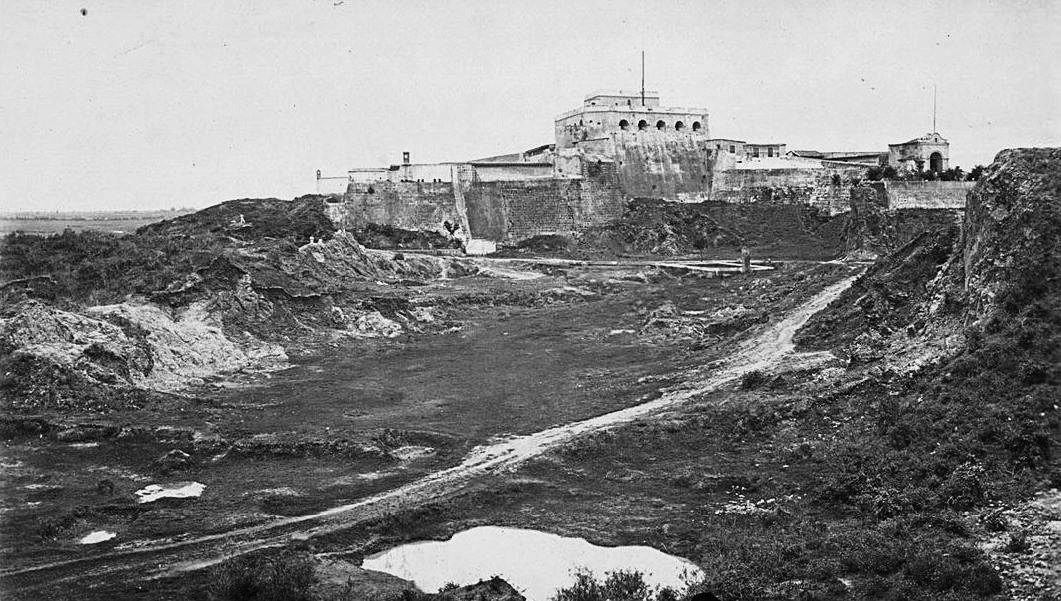
Castillo de San José en la Ciudad de Guatemala. Fortaleza militar construida por Carrera.

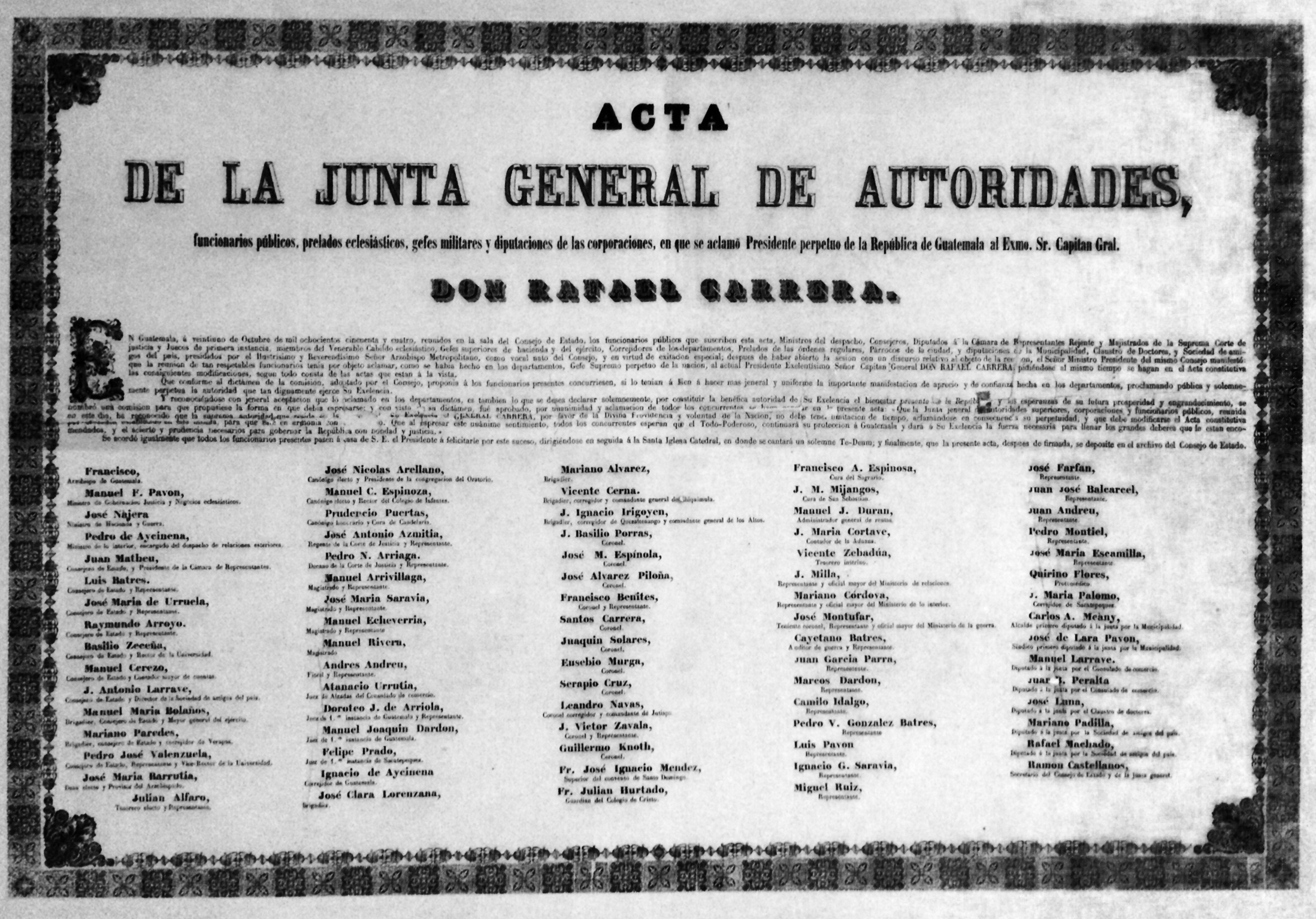
Acta en donde se declara presidente vitalicio a Rafael Carrera
Museo Nacional de Historia de Guatemala.

### Concordato de 1852
En 1854 se estableció el Concordato con la Santa Sede, el cual había sido suscrito en 1852 por el cardenal Jacobo Antonelli —secretario de Estado de la Santa Sede— y Fernando Lorenzana —ministro plenipotenciario de Guatemala ante la Santa Sede. Por medio de este tratado, Guatemala otorgaba la educación del pueblo guatemalteco a las órdenes regulares de la Iglesia Católica, se comprometía a respetar las propiedades y los monasterios eclesiásticos, autorizaba el diezmo obligatorio y permitía que los obispos censuraran lo que se publicaba en el país; a cambio de ello, Guatemala recibía gracias para los miembros del ejército, permitía que quienes hubiesen adquirido las propiedades que los liberales habían expropiado a la Iglesia en 1829 las conservaran, percibía impuestos por lo generado por las propiedades de la Iglesia, y tenía el derecho de juzgar con las leyes guatemaltecas a los eclesiásticos que perpetraran crímenes. El concordato mantenía la relación estrecha entre Iglesia y Estado y estuvo vigente hasta la caída del gobierno conservador del mariscal Vicente Cerna y Cerna.

### Presidencia vitalicia
En 1854 Carrera fue nombrado presidente vitalicio. Únicamente el claustro de la Pontificia Universidad de San Carlos se opuso al nombramiento con argumentos de que la presidencia vitalicia era prácticamente una monarquía, pero no fue escuchado. El decreto por el cual fue nombrado presidente vitalicio estipulaba que se declarara presidente perpetuo de la República al «Excelentísimo señor capitán general don Rafael Carrera»; que Carrera tuviera la facultad de nombrar sustituto interino, por ausencia o fallecimiento; convocar y disolver, cuando lo estimara conveniente, a la Cámara de representantes, designando los negocios sobre los que debe de deliberar en sus reuniones; y mandar hacer nuevas elecciones de diputados, por los que resulten disidentes; y que la duración de la Cámara de Representantes fuera de siete años.

### Guerra contra los Filibusteros

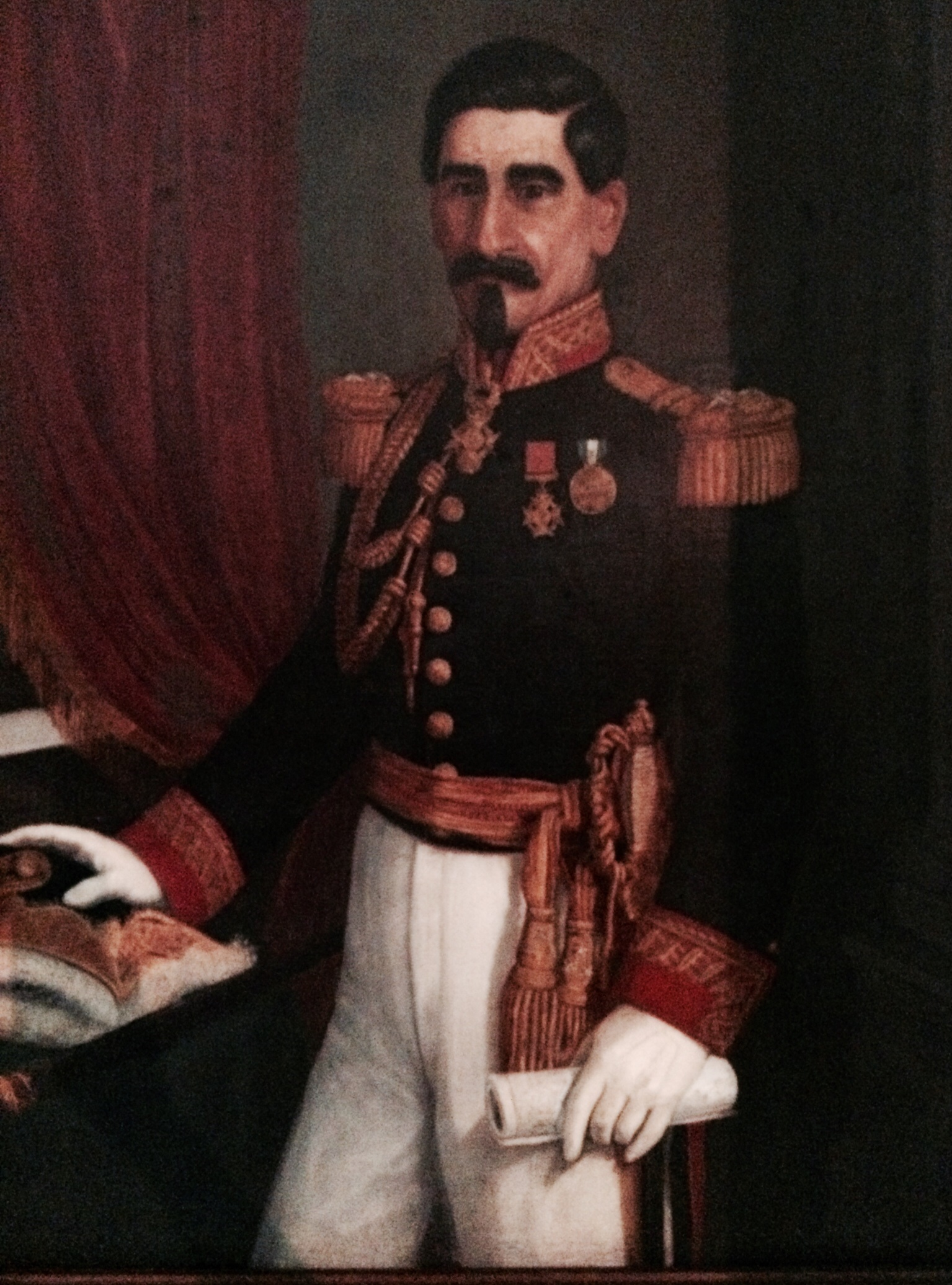
Coronel José Víctor Zavala. Comandante de las fuerzas guatemaltecas durante la Guerra contra los Filibusteros.

El 5 de mayo de 1856, el general Mariano Paredes, expresidente de Guatemala, partió con 500 hombres hacia Nicaragua. El propio Carrera y algunos de los principales miembros de la sociedad guatemalteca iban en la expedición. Los Estados Unidos habían reconocido el gobierno nicaragüense de William Walker, a lo que todos los gobiernos conservadores de Centro América respondieron mandando ejércitos para derrocar al filibustero Carrera arengó a sus tropas del siguiente modo:
El entonces coronel José Víctor Zavala se incorporó a la columna guatemalteca en El Salvador, en donde se encontraba entonces y Francisco Dueñas, nuevo presidente de El Salvador movilizó ochocientos hombres al frente del general Ramón Belloso. Zavala terminó comandando el contingente de Guatemala durante la Guerra Nacional de Nicaragua en 1856, como parte del Ejército Aliado Centroamericano tras la muerte del General Mariano Paredes. Durante el conflicto, Zavala entró en discordia con el comandante general de los aliados, el salvadoreño Belloso. El día 12 de octubre de 1856, durante el sitio de Granada, Zavala realizó un acto de valentía al atravesar la plaza de la ciudad hacia la casa donde se resguardaban los filibusteros bajo fuego intenso, logrando arrancar la bandera del enemigo; asimismo, Zavala recibió bajo su autoridad la ciudad de Rivas el 1 de mayo de 1857, una vez que William Walker se rindió.
| «Bien conocidos son los sucesos ocurridos en Nicaragua desde que, en octubre del año pasado, unos pocos extranjeros, procedentes de California, se apoderaron en aquella república de la autoridad, aprovechándose del agotamiento que habían producido la discordia y una prolongada lucha intestina». «Vais a defender una causa santa: la causa de nuestra religión y de nuestra raza. A vuestros hermanos de Costa Rica ha cabido el honor de derramar la primera sangre en defensa de la patria. Vosotros vais acreditar que, en Guatemala estamos dispuestos a sacrificar todo por ella. Tengo entera confianza en el jefe que os manda y en vuestro valor y sufrimiento. Yo os seguiré de cerca, con todos vuestros compañeros si fuera necesario. Entre tanto, os recomiendo la más estrecha unión con vuestros hermanos de El Salvador, Honduras y Costa Rica para llevar a cabo la obra común de lanzar del país a los que, sin derecho alguno, han venido a mezclarse en nuestras disenciones y a amenazarnos con la más oprobiosa servidumbre.» —Tomado de: Hernández de León, Federico (14 de mayo de 1959). «El capítulo de las efemérides: Guerra contro los filibusteros de Walker». Diario La Hora (Guatemala). |

En 1857 se desató una epidemia de cólera que segó muchas vidas en el país, incluyendo la de la esposa del presidente, Petrona García.

### Convención de Límites con Belice
Cuando Carrera llegó al poder en 1840, no solamente no continuó con los reclamos sobre el territorio beliceño, sino que estableció un consulado guatemalteco en la región para velar por los intereses de Guatemala en ese importante punto comercial.  El comercio beliceño fue preponderante en la región hasta 1855, en que los colombianos construyeron un ferrocarril transoceánico en Panamá en 1855, permitiendo que el comercio fluyera más eficientemente en los puertos del Pacífico guatemalteco; a partir de este momento, Belice empezó a declinar en importancia.
| «La Cámara de Representantes, después de haber examinado cuidadosamente la convención ajusta entre S.E. el Presidente de la República y S.M. la Reina de la Gran Bretaña, el 30 de abril próximo anterior, la encuentra útil y conveniente a los intereses de la República y basada en princiios de una sana política, confiando en que se pondrá en ejecución, cuanto antes posible, lo convenido respecto a la vía de comunicación de esta capital a las costas del Atlántico.» Suscriben, entre otros, José Farfán, José Luna, señor Piñol, obispo de Nicaragua, y José Milla y Vidaurre. —Tomado de: Hernández de León, Federico (30 de abril de 1959). «El capítulo de las efemérides: Convención de límites con Belice». Diario La Hora (Guatemala). |

A fin de poder expulsar a William Walker definitivamente de Centroamérica, Carrera se vio obligado a solicitar armas a Inglaterra, la que a cambio lo forzó a definir los límites con Belice. El 30 de abril de 1859 se celebró la convención entre los representantes de Gran Bretaña y Guatemala para definir los límites con Belice, tras la cual se emitió un decreto en el que Guatemala se vio favorecida en el artículo séptimo, que estipula que Inglaterra abriría por su cuenta una vía de comunicación terrestre de la ciudad de Belice hasta la ciudad de Guatemala. La carretera jamás se construyó por desavenencias sobre el lugar en que se debería construir, y luego por la caída de los conservadores en Guatemala.

### Apoyo al general José María Medina Castejón
En 1863 el general hondureño José María Medina Castejón, con su alto mando compuesto entre otros oficiales por el general Florencio Xatruch, y el teniente coronel Juan Antonio Medina Orellana, conversaron con el general Rafael Carrera, quien reunió un ejército con hondureños, salvadoreños y guatemaltecos comandados por el entonces general brigadier Vicente Cerna y Cerna. Este ejército invadió Honduras, tomando Cucuyagua el 10 de junio y luego «Los Llanos» de Santa Rosa el 15 de junio, consiguiendo que luego de esta acción, las comunidades de Gracias a Dios y sus alrededores proclamaran a José María Medina como presidente de Honduras.  Finalmente, marcharon hacia la capital Comayagua para deponer al presidente interino José Francisco Montes Fonseca. Las tropas gubernamentales de Honduras, incendiaron la ciudad de Comayagua antes de huir al ver que el ejército de Cerna les superaba.

### Reformas
- Carrera revocó todas las reformas hechas por el gobierno del doctor Mariano Gálvez, ya que restableció los diezmos obligatorios, devolvió al clero los bienes confiscados, enmudeció a la prensa y suprimió el tributo indígena. Además emitió la Ley de Pavón, que disponía, entre otras cosas, que los niños que manifestaran capacidad, aplicación, aprovechamiento y que tuvieran buen comportamiento en la escuela, podían ser empleados en la iglesia como acólitos, estando sujetos en todo al párroco.
- Construyó los cuarteles «Castillo de San José» y «de Matamoros», utilizando el primero como cárcel para presos políticos. El primero tenía una gran utilidad táctica, pues se encontraba a la salida de la Ciudad de Guatemala en ese entonces, y estaba edificado en la cima de una loma. El Castillo de Matamoros, por su parte no tenía ninguna utilidad táctica; fue construido como un capricho del general Carrera, que quería tener un cuartel militar en el vecindario en donde nación en el barrio de la Candelaria en la Ciudad de Guatemala.
- Durante su gobierno se inició en Guatemala el cultivo del café, que habría de convertirse en el principal producto de exportación durante los gobiernos liberales, cuyos gobernantes y principales miembros eran cafetaleros.

### Relación con los indígenas
El apoyo que Carrera personalmente dio a los pobladores indígenas fue ignorado por mucho tiempo tanto por quienes lo atacaron como por quienes lo apoyaron. La política de Carrera fue de apoyo hacia los indígenas, que sirvieron bajo su mando durante la rebelión del campesinado. En 1839, la Asamblea de Guatemala, ya controlada por Carrera, reconociendo que los indígenas constituían la mayoría de la población del país, consideró necesario no solamente protegerlos, sino al mismo tiempo, desarrollar, mejorar sus costumbres y civilizarlos, para lo cual decretó el Código Indígena. Este código obligaba a los indígenas a trabajar, a donar su trabajo en ciertas obras públicas y a pagar impuestos, pero el comité estipulaba en su reglamentos, que las tierras de los indígenas serían protegidas de las injustas demandas de los criollos tanto conservadores como liberales. Además, se le daría mayor atención al bienestar y la dignidad de los indígenas, para contrarrestar el impulso de la revolución del campo.
Cuando los criollos liberales intentaron formar el Estado de Los Altos, a expensas de las comunidades k'iche' y k'achikel que habitaban en la región, Carrera personalmente dirigió los ataques frontales contra dicho Estado y terminó retomando la región para Guatemala y fusilando a diecisiete de los miembros del cabildo criollo liberal ante el asombro de los indígenas, que se dieron cuenta de que en el general Carrera tenían un aliado fuerte.
Poco antes de morir, en abril de 1865, Carrera expresamente les dijo a sus colaboradores cercanos: ¡A mis indios, me los cuidan!, pero esta recomendación no tuvo éxito. Al tomar el poder los criollos liberales en 1871, derogaron el Código Indígena e implementaron el reglamente de jornaleros, por medio del cual despojaban a los indios de sus tierras ancestrales y los obligaban a trabajar prácticamente como esclavos en las fincas cafetaleras, las cuales se convirtieron en el principal producto del país tras el colapso del comercio de los tintes naturales.  Barrios y los criollos liberales consideraban a los indígenas como una raza inferior, que con un manejo apropiado, podrían ser obligados a hacer cualquier clase de trabajo.

## Muerte
| En su tumba se colocó una placa de mármol que dice: «El Excmo. Sr. Capitán General don Rafael Carrera, Presidente Vitalicio de Guatemala. Nació en Guatemala el 24 de octubre de 1814. Murió el 14 de abril de 1865». ——Tomado de: Hernández de León, F. (21 de abril de 1959). «El capítulo de las efemérides: Muerte de Carrera». Diario La Hora (Guatemala). |

Al general Carrera le sobrevino la muerte cuando se encontraba en el pináculo de su carrera política: cuando se tomó un descanso en Escuintla, envenenaron sus alimentos con una infusión de raíz de chiltepe (una especie de chile picante), la cual le provocó agudos dolores intestinales que le obligaron a regresar a la Ciudad de Guatemala. Ya en la ciudad, los dolores se recrudecieron y le sobrevino un ataque de diarrea, del cual ya no se repuso. Llegado el último momento, llegó el arzobispo a visitarle con un paquete de escapularios que le mandaban las religiosas de todos los conventos; y con la ayuda del prelado, se persignó por última vez.
Carrera murió el Viernes Santo, 14 de abril de 1865, a las nueve y media de la mañana y fue sepultado en la Catacumbas de la Catedral Metropolitana de la Ciudad de Guatemala luego de numerosos homenajes. Al morir, dejó muy pocos bienes, dejando constancia del celo con que protegió los bienes de la hacienda pública, lo cual es reconocido incluso por escritores liberales, como Federico Hernández de León.
Curiosamente, su homólogo estadounidense, el presidente de los Estados Unidos, Abraham Lincoln, quién había sido herido de bala el 14 de abril de 1865, día de la muerte de Carrera, murió el día siguiente, el 15 de abril.

## Gobiernos posteriores

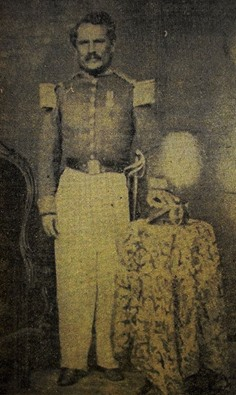
Última fotografía del capitán general Carrera.

A su muerte, se estableció una presidencia provisional ejercida por Pedro de Aycinena, quien convocó a elecciones en la cámara de representantes, quienes eligieron al mariscal Vicente Cerna y Cerna, quien continuaría con la línea conservadora de Rafael Carrera, y contra quien se alzó el ejército liberal comandado por Justo Rufino Barrios y Miguel García Granados, que tomaron el poder en la denominada Revolución Liberal de 1871, aunque el término correcto es «Reforma Liberal».

## Rafael Carrera en la literatura
La novela histórica Rafael Carrera, el Presidente Olvidado de Óscar René Cruz Oliva, contextualiza el gobierno de Carrera refiriéndose a la Guerra de Secesión de los Estados Unidos, la expansión de Inglaterra particularmente en Belice, Roatán y el Reino de Mosquitia; con la ocupación militar de México por los Estados Unidos que dio como resultado la incorporación a este país de cerca de 900 000 km² mexicanos; con la «fiebre de oro» y la declaración de Nicaragua como parte de los Estados Unidos (esclavista y hablando inglés).
Por su parte, José Milla y Vidaurre en su obra Cuadros de Costumbres describe en artículos de costumbres cómo era la vida en Guatemala durante el gobierno del general Carrera.
El historiador guatemalteco Manuel Coronado Aguilar era un admirador del general Carrera y así lo demuestra en sus obras:
- El General Rafael Carrera ante la Historia (1965)
- Apuntes histórico-guatemalenses (1975)[89]

Fernando González Davison, en su libro La Montaña Infinita hace referencia a los momentos que se vivían en Centro América y las luchas internas que terminaron con la Unión Centroamericana y utiliza la vida de Carrera en forma novelada para describir ese período.
El historiador y político guatemalteco Clemente Marroquín Rojas escribió el libro Francisco Morazán y Rafael Carrera, para el cual realizó una exhaustiva investigación hemerográfica y periodística acerca los acontecimientos de estos dos personajes en Centroamérica.